# ジャンピエロ・モレッティ
ジャンピエロ・モレッティ（Giampiero Moretti, 1940年3月20日 - 2012年1月14日）はイタリア・ミラノ出身のレーシングドライバー及び実業家。

## 経歴
ステアリングやシフトノブの製造・販売で知られるMOMOの創業者であり、モレッティは1960年代初頭に会社を立ち上げて以来、事業拡大を続けていき、亡くなるまで常務取締役を務めていた。 
レーシングドライバーとしても活躍しており、スポーツカー世界選手権、ル・マン24時間レース、デイトナ24時間レース、セブリング12時間レースなどで活躍。デイトナ及びセブリングでは1998年に総合優勝している。